# Almondsbury F.C.
Câu lạc bộ bóng đá Almondsbury là một câu lạc bộ bóng đá có trụ sở tại Almondsbury, gần Bristol, Anh. Trực thuộc Gloucestershire County FA, đội hiện là thành viên của Gloucestershire County League và thi đấu tại The Field.

## Lịch sử
Câu lạc bộ được thành lập vào năm 1969 với tên gọi Patchway North End, và ban đầu có trụ sở tại Patchway, trước khi trở thành Patchway Old Boys vào năm 1971. Năm 1989, họ chuyển đến Almondsbury gần đó và được đổi tên thành Câu lạc bộ bóng đá Almondsbury. Họ là thành viên của Bristol & Suburban League cho đến khi vô địch giải đấu năm 2000-01, giành quyền thăng hạng lên Gloucestershire County League.
Mùa giải 2003-04, Almondsbury giành chức vô địch Gloucestershire County League và được thăng hạng lên Division One của Western League. Sau khi hợp tác với Đại học West of England, câu lạc bộ được đổi tên thành Almondsbury UWE vào năm 2009. Đội đứng cuối của Division One vào mùa giải 2016-17, nhưng không bị xuống hạng. Vào mùa hè năm 2017, câu lạc bộ đã loại bỏ "UWE" khỏi tên của họ. Vào cuối mùa giải 2017-18, đội được chuyển đến Division One West của Hellenic League. Câu lạc bộ đã được chuyển trở lại Division One của Western League vào cuối mùa giải tiếp theo.

## Danh hiệu
- Gloucestershire County League
  - Vô địch 2003-04
- Bristol Suburban League
  - Vô địch Premier Division 2000-01

## Kỉ lục
- Thành tích tốt nhất tại Cúp FA: Vòng loại thứ nhất, 2012-13, 2015-16[3]
- Thành tích tốt nhất tại FA Vase: Vòng Hai, 2018-19[2]